# John Ellinger
John L. Ellinger (* 4. Oktober 1951 in Baltimore, Maryland) ist ein ehemaliger US-amerikanischer Fußballspieler auf der Position eines Mittelfeldspielers. Nachdem er sich bereits in den 1970ern weitgehend aus dem aktiven Sport zurückgezogen hatte, arbeitet er seitdem als Fußballtrainer. Bereits kurz nach der Beendigung seines Studiums war er als Sportlehrer tätig und konzentrierte sich in den Jahren danach vorwiegend auf den Fußballsport.

## Karriere

### Kurze Laufbahn und Beginn der Trainertätigkeit
John Ellinger wurde am 4. Oktober 1951 in der zu dieser Zeit noch immer aufstrebenden Stadt Baltimore im US-Bundesstaat Maryland geboren. Nachdem er hier bzw. in Rockville, einem Vorort von Washington, D.C., aufwuchs und die dortige Peary High School, die im Jahre 1984 geschlossen wurde, besuchte, kam er nach seiner High-School-Laufbahn, während der er ebenfalls bereits als Fußballspieler aktiv war, an die Frostburg State University ins rund 250 Kilometer entfernte Frostburg. An der Frostburg State gehörte er von 1969 bis 1973 der Herrenfußballmannschaft der Universitätssportabteilung Frostburg State Bobcats an und wurde im Jahre 1972 als deren Most Valuable Player ausgezeichnet. An der Universität machte er im Jahre 1973 den Bachelor of Health and Physical Education und im darauffolgenden Jahr 1974 den Master in der gleichen Fachrichtung. Nach dem Ende seines Studiums begann er eine Laufbahn als Sportlehrer im Montgomery County School System, dem er in weiterer Folge 23 Jahre lang als Trainer und Lehrer angehörte.
Nebenbei spielte er auch noch Vereinsfußball, darunter in den 1970ern beim Washington Soccer Club. Seine erste Station nach beendigtem Studium war der Posten als Sportlehrer an der Sherwood High School in Sandy Spring, Maryland, wo er neben diversen Sportarten den Schülern auch Fußball näherbrachte. Bereits während dieser Zeit erhielt er Unterstützung von Tony Stevens, dem Präsidenten und Gründer des 1969 gegründeten Olney Soccer Clubs, einem der ersten Jugendsportklubs im Bundesstaat Maryland. Durch die Mentorfunktion von Stevens bekam Ellinger die Möglichkeit seine Tätigkeit als Fußballtrainer zu intensivieren. Nach einigen Jahren als High-School-Lehrer und Nachwuchstrainer wurde Ellinger im Jahre 1979 unter Trainer Tom Bichy (1944–2014), der das dortige Amt als Cheftrainer von 1968 bis 2005 innehatte und während dieser Zeit 24 Jahre lang als Sportdirektor des Colleges fungierte, Assistenztrainer der Montgomery College Raptors am Montgomery College.

### Cheftrainer der UMBC und weitere Trainertätigkeiten
Diese Tätigkeit führte er bis einschließlich 1981 aus und wurde in weiterer Folge zum Herrenfußballtrainer der UMBC Retrievers von der University of Maryland, Baltimore County (UMBC) bestellt. In weiterer Folge war er bis zum Jahre 1990 in zehn Spielzeiten Trainer der Herrenfußballmannschaft der UMBC Retrievers. Während dieser Zeit hatte er im Jahre 1990 auch ein kurzes Engagement als Cheftrainer der reinkarnierten Washington Diplomats in der American Professional Soccer League (APSL). Bereits im Mai 1990 beendete er nach personellen Unstimmigkeiten mit dem Eigentümer des Franchises die Zusammenarbeit mit ebendiesem, woraufhin Stojan „Niki“ Nikolić als sein Nachfolger vorgestellt wurde. Noch im gleichen Jahr wurde er zusammen mit Desmond Armstrong als Vollzeit-Director-of-Coaching der Soccer Association of Columbia, die zum damaligen Zeitpunkt rund 200 verschiedene Mannschaften vorweisen konnte, vorgestellt. Nachdem Armstrong, damals noch aktiver Nationalspieler der Vereinigten Staaten, seine dortige Laufbahn bald beendete, war Ellinger über ein Jahrzehnt lang als Director of Coaching der Organisation tätig und wurde erst im Oktober 2000 er von Bill Stara als in diesem Amt abgelöst.
Parallel hierzu war Ellinger, der damals bereits im Besitz der USSF-A-Licence, der höchsten Trainerlizenz im US-amerikanischen Fußball, war, ebenfalls ab dem Jahr 1990 für die United States Soccer Federation tätig und agierte in den Jahren 1990 bis 1997 abwechselnd als Co-Trainer der A-Nationalmannschaft bzw. als Cheftrainer der B- bzw. U-23-Nationalmannschaft. Mit der U-23-Nationalelf, der B-Mannschaft, nahm er unter anderem an der Sommer-Universiade 1997 auf Sizilien teil. Des Weiteren arbeitete er für den US-Verband bei den U.S. Olympic Festivals; nachweislich unter anderem beim U.S. Olympic Festival 1990 in Minneapolis, Minnesota. Nachdem er im Jahre 1992 zu einem U.S. Soccer National Staff Coach wurde, war er daraufhin in verschiedenen Funktionen für den US-Verband tätig. Parallel zu diesen Tätigkeiten wurde er am 7. August 1996 als interimistischer Co-Trainer des in diesem Jahr den Spielbetrieb aufgenommenen Major-League-Soccer-Franchises Columbus Crew vorgestellt. Dieser Verpflichtung ging der Rauswurf des bisherigen Trainers Timo Liekoski und die Verpflichtung dessen bisherigen Co-Trainers Tom Fitzgerald als interimistischer Cheftrainer voraus. Mit Fitzgerald arbeitete Ellinger davor bereits beim US-Verband zusammen, wo der gleichaltrige Fitzgerald Ellingers Assistenztrainer bei der B- bzw. U-23-Nationalmannschaft war. Die Zusammenarbeit bei Columbus Crew währte daraufhin jedoch nicht lange; bereits im Dezember 1996 wurde Ellinger wieder von seinen Pflichten entbunden und Greg Andrulis, bisheriger Torwarttrainer von Columbus Crew, übernahm seine vakant gewordene Position als Assistenztrainer.

### U-17-Nationaltrainer und Leiter der Bradenton Academy
Bereits im darauffolgenden Jahr arbeitete er erneut für den US-Verband, bei dem er ab 1997 als Cheftrainer der US-amerikanischen U-17-Nationalmannschaft agierte. Bis zu seinem dortigen Abgang im Jahre 2005 nahm die Mannschaft unter seiner Führung an vier CONCACAF U-17-Meisterschaften (1999, 2001, 2003 und 2005), sowie an fünf U-17-Fußball-Weltmeisterschaften (1997, 1999, 2001, 2003 und 2005) teil. Bei der U-17-WM 1999 in Neuseeland fuhren die US-Amerikaner mit einem vierten Platz das beste Ergebnis in der Bestandsgeschichte der US-amerikanischen U-16- bzw. U-17-Nationalmannschaft ein, was noch bis heute (Stand: Dezember 2016) der größte Erfolg dieser Juniorenauswahl ist. Bis zur Niederlage im Spiel um Platz 3 gegen die Alterskollegen aus Ghana war die US-U-17-Nationalelf 15 Monate (25 Länderspiele) lang ungeschlagen. Dies war zugleich die längste ungeschlagene Serie in der Geschichte aller US-amerikanischer Fußballnationalauswahlen. Bei den CONCACAF U-17-Meisterschaften konnte sich Ellingers trainierte Auswahl, wie bereits in den Jahren vor seinem Wirken, als Titelfavorit beweisen und erreichte, bis auf das Jahr 1997, als man sich erst über das Play-off für die WM-Endrunde 1999 qualifizierte, immer den ersten Platz in der jeweiligen Gruppe.
Weiters war er neben seinem Engagement als U-17-Nationaltrainer als Scout des US-amerikanischen Nationalteams bei den Qualifikationsspielen zur Weltmeisterschaft 1998 und unter Clive Charles als Co-Trainer der US-amerikanischen Olympiaauswahl beim Fußballturnier der Olympischen Sommerspiele 2000 in Sydney im Einsatz, als die US-Amerikaner erst im Halbfinale gegen Spanien ausschieden und im Spiel um Platz 3 gegen Chile als Verlierer vom Platz gingen. Ebenfalls gehörte er dem Trainerstab beim Fußballturnier der Panamerikanische Spiele 1999, als die US-Amerikaner Bronze gewannen. Ab dem Jahre 2001 hatte er zudem die Leitung der Fußballabteilung der IMG Academy in Bradenton, Florida, über und war an der Entwicklung zahlreicher späterer Topspieler und unzähliger weiterer Profispieler beteiligt. In seiner Zeit als dortiger Übungsleiter trainierten hier unter anderem Spieler wie Landon Donovan, DaMarcus Beasley, Bobby Convey, Eddie Johnson, Chad Marshall, Freddy Adu, Eddie Gaven, Danny Szetela oder Jonathan Spector. In weiterer Folge agierte er bis zu seiner Verpflichtung als MLS-Trainer im Amt des Director of Youth Development an der Bradenton Academy.

### Verpflichtung als MLS-Trainer
Bereits im Oktober 2004 erfolgte Bestellung als Trainer von Real Salt Lake, damals, vor dem Einstieg in die Meisterschaft, noch Utah Soccer genannt und offiziell noch namenlos. Als erster Trainer in der Geschichte des Franchises startete er mit diesem im Jahre 2005 in die erste Meisterschaft und belegte hier nur knapp vor dem CD Chivas USA den fünften und damit vorletzten Platz in der Western Conference der MLS. Auch das darauffolgende Spieljahr 2006 verlief für John Ellinger, der in diesem Jahr in die Maryland Soccer Hall of Fame aufgenommen wurde, und seine Mannschaft nicht unbedingt nach Maß. Dennoch konnte sich das Franchise im Vergleich zum Vorjahr steigern, landete im Endklassement dennoch nur auf dem sechsten und damit letzten Platz der Western Conference. Im Vergleich zum Vorjahr hatte sich Tordifferenz erheblich gebessert und Real Salt Lake stellte in diesem Jahr mit Jeff Cunningham sogar den Torschützenkönig der Liga. Noch früh im Spieljahr 2007, das Real Salt Lake in weiterer Folge abermals als eines der schlechtesten Franchises der Liga abschloss, wurde Ellinger als Cheftrainer entlassen und durch Jason Kreis ersetzt. Kreis war bis zu diesem Zeitpunkt noch aktiver Spieler, sowie Kapitän von Real Salt Lake und hatte bereits während seiner aktiven Zeit die Trainerlizenz erworben.
Ellinger blieb in weiterer Folge beim Franchise und agierte kurzzeitig als deren technischer Direktor und Director of Soccer Operations. Neben den damit verbundenen Tätigkeiten arbeitete er auch an der Jugendentwicklung des Franchises und der Kooperation mit Real Madrid. Dabei speziell an dem eben erst gegründeten RSL Youth Development Program, in dem U-16- und U-17-Altersgruppen in den Bundesstaaten Utah und Arizona, sowie ein Developing Club Program in Florida betreut wurden. Unter seiner Leitung nahmen dabei RSL Utah und RSL Arizona an der ebenfalls eben erst gegründeten Rocky Mountain Division der von den United Soccer Leagues organisierten Super Y-League teil. Nachdem er bereits davor als U.S. Soccer’s Director of Youth Development agierte, war er zwischen 2007 und 2008 erneut in dieser Position bei der United States Youth Soccer Association tätig. Der Association gehörten zum damaligen Zeitpunkt rund drei Millionen Nachwuchsfußballspieler und etwa 300.000 Nachwuchstrainer an.

### Engagement beim FC Dallas
Am 19. Juni 2008 wurde John Ellinger, der während seiner Zeit beim US-Verband unter anderem auch als Region I (East) Under-14 National Coordinator agierte, als Co-Trainer des MLS-Franchises FC Dallas vorgestellt. Unter dem exakt einen Monat jüngeren Schellas Hyndman agierte Ellinger fortan als Assistenztrainer und geschäftsführender Direktor der FC Dallas Academy Programs. Zum Zeitpunkt seiner Verpflichtung beim FC Dallas spielten hier mit Abe Thompson, Chase Wileman, Dax McCarty, Blake Wagner, Anthony Wallace, Josh Lambo und Brek Shea gleich mehrere seiner früheren Schützlinge. Das Spieljahr 2008 beendete der FC Dallas daraufhin auf dem fünften Platz in der Western Conference und konnte sich somit nicht für die saisonabschließenden Play-offs qualifizieren. Zudem konnte man lediglich hinter den Kansas City Wizards die zweitschlechtesten Zuschauerzahlen der gesamten Liga verzeichnen. Auch im Lamar Hunt U.S. Open Cup 2008 erfolgte bereits im Viertelfinale ein jähes Ende für den FC Dallas. Nachdem man 2008 mit Kenny Cooper noch den zweittorgefährlichsten Spieler dieses Spieljahres vorweisen konnte, wurde im 2009 ein Spieler des FC Dallas Torschützenkönig. Diesmal war es Jeff Cunningham, der bereits im Jahre 2006, als Ellinger Trainer von Real Salt Lake war, den MLS Golden Boot gewann. Obwohl Dallas mit Cunningham einen der Routiniers der Liga in der Mannschaft hatte, der zudem oftmals zum Spieler der Runde gewählt wurde oder das Tor der Runde erzielte, kam die Mannschaft im Endklassement nicht über einen siebenten von acht Plätzen in der Western Conference hinaus. Zudem hatte das Franchise die mit Abstand geringste Zuschauerzahl; der Zuschauermagnet Seattle Sounders FC hatte in etwa die fünffache Anzahl an Zuschauern. Am Lamar Hunt U.S. Open Cup nahm der FC Dallas in diesem Jahr nicht einmal teil.
In der Major League Soccer 2010 fuhr das Team sein bestes Endergebnis während Ellingers Wirken ein und rangierte im Endklassement der Western Conference auf dem dritten Tabellenplatz hinter Real Salt Lake (2.) und Los Angeles Galaxy (1.). In diesem Jahr war der FC Dallas auch das Franchise mit den meisten ungeschlagenen Partien hintereinander, wobei die Mannschaft zwischen 27. Mai und 16. Oktober in 18 Meisterschaftsspielen ohne Niederlage blieb. Durch diese Platzierung qualifizierte sich Dallas für die saisonabschließenden Play-offs, in denen das Franchise, nach dem Weiterkommen in den Conference Semifinals gegen Real Salt Lake und in den Conference Finals gegen Los Angeles Galaxy, bis in den MLS Cup, dem Finalspiel der Major League Soccer, einzog. Im Spiel um die Meisterschaft unterlag die von Schellas Hyndman trainierte Truppe den von Gary Smith trainierten Colorado Rapids erst in der Verlängerung. Dennoch war der FC Dallas aufgrund seiner Saisonendplatzierung für die Teilnahme an der Preliminary Round der CONCACAF Champions League 2011/12 qualifiziert. Nach dem Weiterkommen in dieser Qualifikationsrunde schied die Mannschaft in der als Gruppenphase ausgetragenen Hauptrunde als Dritter der Gruppe C vom laufenden Turnier aus. Wie bereits im Jahr zuvor nahm der FC Dallas auch im Jahr 2010 nicht am Lamar Hunt U.S. Open Cup teil.
Parallel zur CONCACAF Champions League 2011/12 trat der FC Dallas in der Major League Soccer 2011 in ähnlich Form wie im vorangegangenen Jahr in Erscheinung und belegte in der Endtabelle nach der regulären Spielzeit den vierten Platz in der Western Conference. Durch diese Platzierung durfte die Mannschaft an der Play-In Round der MLS Cup Playoffs teilnehmen, wo sie allerdings gegen die New York Red Bulls bereits frühzeitig im Turnier ausschied. Eine beachtenswerte Leistung erbrachte Dallas im Lamar Hunt U.S. Open Cup 2011, bei dem die Mannschaft ab der dritten Runde startete. Hierbei schaffte es die Mannschaft bis ins Semifinale, wo sie mit 0:1 dem späteren Pokalsieger Seattle Sounders FC unterlag. Im Spieljahr 2012, dem ersten in der Geschichte des FC Dallas, in dem man mit dem Unternehmen Advocare einen eigenen Trikotsponsor hatte, konnte der FC Dallas nicht mehr an die Leistungen der beiden vorangegangenen Jahre anschließen. Im Endklassement belegte das Team lediglich den sechsten Platz in der Western Conference und schaffte dabei nur knapp nicht den Einzug in die Knockout Round der MLS Cup Playoffs. Auch im Lamar Hunt U.S. Open Cup 2012 folgte ein jähes Ende, nachdem die Mannschaft bereits im ersten Spiel, der Drittrundenpartie gegen den Viertligisten Charlotte Eagles, mit 0:2 verlor und somit früh aus dem laufenden Wettbewerb ausschied. Nach dieser Missstände wurde im November 2012 der Rücktritt Ellingers beim FC Dallas bekanntgegeben. Bis dahin hatte er es mit der Mannschaft auf 53 Siege, 46 Niederlagen und 47 Unentschieden gebracht. Cheftrainer Schellas Hyndman blieb noch ein weiteres Spieljahr beim Franchise, ehe er der Mannschaft zum Ende des Spieljahres 2013 ebenfalls den Rücken kehrte.

### Zurück zur Soccer Association of Columbia
Bereits zum Zeitpunkt seines Abgangs vom FC Dallas war seine Arbeitsaufnahme als Director of Technical Operations der 1971 gegründeten Soccer Association of Columbia (SAC), der er bereits in der Vergangenheit zahlreiche Jahre angehörte, mit 2. Dezember 2012 fixiert. Heute (Stand: Februar 2021) ist er für die Organisation noch immer als Director of Technical Operations tätig.

## Privates / Trivia
John Ellinger hat eine Ehefrau namens Tami, sowie die beiden Töchter Leigh und Brooke und den Sohn Matt. Mit seiner Ehefrau lebt er aktuell (Stand: 2016) in Laurel, Maryland.
Von der UMBC wird seit Jahren der nach Ellinger benannte John-Ellinger-Award an Unterstützer des Fußballprogramms der Universitätssportabteilung verliehen.